# Gravity Rush
Gravity Rush, chamado no Japão de Gravity Daze, é um jogo eletrônico de ação e aventura desenvolvido pela SCE Japan Studio e publicado pela Sony Computer Entertainment. Ele foi lançado exclusivamente para PlayStation Vita em fevereiro 2012 no Japão e em junho no resto do mundo. Na história, os jogadores controlam Kat, uma garota que pode manipular a gravidade ao seu redor e que usa seu poder para ajudar as pessoas de Hekseville contra os misteriosos Nevi, ao mesmo tempo que tenta descobrir mais de seu passado. A jogabilidade envolve a exploração de um mundo aberto e a realização de missões. A navegação e o combate baseiam-se nas habilidades gravitacionais de Kat.
O desenvolvimento começou em 2008 sob o nome Gravité originalmente para o PlayStation 3 antes de ser transferido para o Vita. A ideia de Gravity Rush foi concebida pelo diretor Keiichiro Toyama antes de trabalhar nas séries Silent Hill e Siren. A equipe superou desafios técnicos causados pela jogabilidade e plataforma. O mundo, história e estilo artístico foram inspirados em quadrinhos ocidentais e orientais. A música foi composta por Kohei Tanaka, que começou a trabalhar no projeto ainda em seus primeiros estágios. O título teve uma recepção mista para positiva ao ser lançado: elogios foram dados para os visuais e a representação de Kat, enquanto críticas centraram-se nos controles e jogabilidade. Uma versão remasterizada para PlayStation 4 foi lançada em 2015 no Japão e em 2016 no ocidente, enquanto uma sequência chamada Gravity Rush 2 estreou em 2017.

## Jogabilidade
As mecânicas de controle de gravidade podem ser usadas para voar pelo ar (controlando de qual direção a gravidade vem), andar por paredes, e efetuar devastadores ataques de chutes gravitacionais em inimigos. O jogador primeiro pressiona o botão R para fazer a personagem flutuar, então mira em algum lugar inclinando o console ou movendo o analógico direito, e finalmente pressiona o botão R novamente para "cair" naquela direção até que pouse em algo - seja esse algo uma parede, um navio em movimento, o lado inferior de uma plataforma, ou o chão. O movimento de inclinação funciona graças ao giroscópio do Vita. Gravity Rush apresenta elementos de RPG eletrônico, como subida de nível, missões secundárias, opcionais inimigos para lutar, e um vasto mundo aberto para explorar. Ao longo do jogo, Kat adquire novas habilidades, como um golpe de gravidade, e o poder de levantar e lançar objetos.
Toyama comentou sobre a influência que o jogo Crackdown teve neste estilo evolutivo de jogabilidade, como ele "gostava muito do aspecto de desbloquear habilidades e se tornar mais poderoso, e alcançar um nível maior de liberdade conforme você for se tornando mais poderoso".

## Introdução
O jogo inicia com Kat amnésica, acordando na cidade flutuante de Hekseville, ao lado de um misterioso gato que ela nomeia Dusty. Ao salvar um garoto de ser varrido por uma tempestade de gravidade, Kat descobre que Dusty tem a habilidade de manipular como a gravidade a afeta, permitindo-lhe ajudar pessoas a lutarem contra monstros que surgiram das tempestades, chamados Nevi. Após salvar Syd, um oficial de polícia, ela é apelidada de Deslocadora (Shifter) pelo povo de Hekseville.

## Desenvolvimento

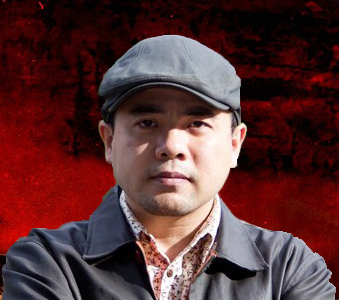
Foto do diretor do jogo "Gravity Rush" Keiichiro Toyama.

O jogo foi dirigido por Keiichiro Toyama, conhecido anteriormente por criar jogos de terror de sobrevivência como Silent Hill e Siren. Ele declarou numa entrevista que ele conceitualizou a ideia de Gravity Rush mais de anos antes de seu eventual lançamento, descrevendo-o como o primeiro jogo que ele quis criar, predatando até mesmo seu trabalho em Silent Hill. Citou as histórias em quadrinhos de Jean Giraud que leu em sua juventude como inspiração para o mundo de Gravity Rush, referindo-se a um de seus quadrinhos que tinha "imagens de pessoas flutuando no espaço" como influência. Anime e quadrinhos americanos foram, ambos, influências para os personagens. Entretanto, Toyama evitou fazer seus personagens "completamente japoneses", a fim de alcançar uma aceitação maior fora do Japão.

## Lançamento
Gravity Rush está disponível por distribuição física e digital nos E.U.A. e no Japão. Foi-se pensado que Gravity Rush seria disponível apenas por download na Europa, porém ambas opções de distribuição, física e digital, foram oferecidas no lançamento.
Gravity Rush Remastered foi lançado fisicamente nos Estados Unidos em 2 de fevereiro de 2016, exclusivamente pela Amazon.com. O jogo não foi lançado em disco no Canadá.

## Continuação
Uma continuação intitulada Gravity Rush 2 foi anunciada na conferência de imprensa da Sony na TGS de 2015, e foi lançada nos Estados Unidos em 20 de janeiro de 2017 para o PlayStation 4.